# Kino Sõprus
Kino Sõprus is een bioscoop gelegen in de Estse hoofdstad Tallinn. De filmzaal van Kino Sõprus biedt plaats aan 210 stoelen in theateropstelling, met een groot scherm en een kwalitatief geluidssysteem. Kino Sõprus vertoont zowel nationale als internationale onafhankelijke films, evenals klassieke films.

## Geschiedenis
Het werd geopend in 1955 en is vernoemd naar de opwarmende betrekkingen tussen de Sovjet-Unie en de Volksrepubliek China, waarbij Sõprus vriendschap betekent in het Estisch. Het is het oudste filmhuis in Estland en is momenteel lid van Europa Cinemas.
Het gebouw van Kino Sõprus is ontworpen door architecten Peeter Tarvas en August Volberg en werd gebouwd tussen 1950 en 1952. Het werd voltooid in 1955 op de plek van een eerder gebouw in de oude binnenstad van Tallinn, dat werd verwoest tijdens het bombardement van Tallinn in maart 1944. Het ontwerp van Kino Sõprus weerspiegelt de architectonische idealen van die tijd, met invloeden van het officiële stalinistische beleid dat streefde naar "sociale inhoud en nationale vorm". Het oorspronkelijke ontwerp bevatte ook elementen van de Sovjet-ideologie en neoclassicisme. Het interieur van de zaal is ontworpen door Maia Laul, wat heeft bijgedragen aan de esthetiek van de bioscoop.